# A∞-オペラド
代数学、代数的トポロジー、あるいはオペラド理論において、A∞-オペラドとは、積写像のパラメータ空間で、連接ホモトピーの類似概念である。

## 定義
位相空間上の対称群の作用によって構成されるオペラドAはA∞と呼ばれ、その'A(N)'の全体がなす空間はΣn-オペラド空間（ΣN対称群であり、乗算作用（N∈N）を有する）となる。その空間'A(N)'が可縮である場合は、非Σオペラドが構成され（非対称オペラドと呼ばれる）、オペラドAはA∞となる。位相空間以外の圏では、可縮を鎖複体の圏と擬同型なものに置き換える必要がある。

## An-オペラド
用語の文字Aは「連想」を表し、無限大記号は、「任意」よりも高いホモトピーまで連想性が必要であることを意味する。より一般に、 An- オペラド （ n ∈ N ）が定義でき、これは特定のレベルのホモトピーまでしか結合しないパラメータ乗算を持つ。

## A∞-オペラドと単ループ空間
空間Xを体上の多元環とすると、 BXはループ空間となる。 {\displaystyle A_{\infty }}の連結成分のπはモノイド基底となる。体上の多元環である場合、{\displaystyle A_{\infty }} -オペラドは{\displaystyle \mathbf {A} _{\infty }} -空間になる。ループ空間において、この特性による3つの結果がある。まず、ループ空間は{\displaystyle A_{\infty }} -空間になる。第二に、接続された{\displaystyle A_{\infty }}-空間Xがループ空間になる。第三に、切断可能で群完備な{\displaystyle A_{\infty }} -空間はループ空間となる。
ホモトピー理論における{\displaystyle A_{\infty }}-オペラドの重要性は、{\displaystyle A_{\infty }}-オペラドとループ空間上の代数関係に由来する。

## A∞-代数
{\displaystyle A_{\infty }}-オペラド上の多元環は{\displaystyle A_{\infty }}-代数と呼ばれる。例えば、シンプレクティック多様体の深谷圏がある（擬正則曲線も参照）。

## 例
有用ではないが最も自明な{\displaystyle A_{\infty }} -オペラドの例は次式で与えられる。{\displaystyle a(n)=\Sigma _{n}} 。このオペラドは、結合法則の積を表している。定義上、この{\displaystyle A_{\infty }}-オペラドはホモトピー同値な写像を持っている。
スタシェフによるポリトープで与えられる{\displaystyle A_{\infty }} -オペラドとしてアソシアヘドラがある 。
組み合わせ論の例として、微小階差のオペラドがある：空間{\displaystyle A(n)}は単位区間から、n個の互いに素な区間への埋め込み全体で構成される。